# Кузнеці (Орловський район)
Кузнеці́ (рос. Кузнецы) — присілок у складі Орловського району Кіровської області, Росія. Входить до складу Орловського сільського поселення.
Населення становить 680 осіб (2010, 731 у 2002).
Національний склад станом на 2002 рік — росіяни 93 %.